# قاسم مقداد(سياسي سوري)
قاسم محمد المقداد  (1360هـ /1942م) سياسي  ووزير سابق سوري من درعا.قيادي وعضو في حزب البعث العربي الاشتراكي، شغل منصب وزيراً للسياحة في  حكومة محمد مصطفى ميرو الأولى.

## ولادته وتحصيله
قاسم محمد المقداد  (1360هـ /1942م) من  مواليد قرية غصم  من محافظة درعا،تعلم في  في مدارس درعا ، خريج دار المعلمين عام ١٩٦١،إجازة في الحقوق عام ١٩٦٧ من جامعة دمشق.

## عمله ووظائفه
درس في مدارس السويداء ودرعا منذ عام ١٩٦١ وحتى عام ١٩٦٤، عضو في حزب البعث العربي الاشتراكي تدرج  وشغل مناصب منها امين فرقة حزبية في غصم 1963 وبعد ها امين شعبة  بصرى الشام للحزب حتى عام ١٩٦٤، رئيس بلدية بصرى الشام حتى عام ١٩٦٨، مدير الشراء والتخزين في الهيئة العامة للحبوب والمطاحن عام ١٩٦٩،مدير عام الهيئة العامة للحبوب والمطاحن عام ١٩٧٠،مدير التخطيط المكاني والخدمات في هيئة تخطيط الدولة من عام ١٩٧٣ حتى عام ١٩٧٦، معاون وزير الدولة لشؤون التخطيط منذ عام ١٩٨٥ وحتى عام ١٩٩٩، وزيراً للسياحة، عام ١٩٩٩ وحتى عام ٢٠٠١ في حكومة محمد مصطفى ميرو.